# Lipník nad Bečvou (klein district)
Správní obvod obce s rozšířenou působností Lipník nad Bečvou (Nederlands: Administratief district van de gemeente met uitgebreide bevoegdheid Lipník nad Bečvou, afgekort SO ORP Lipník nad Bečvou) is een van de drie administratieve districten van gemeenten met uitgebreide bevoegdheid (správní obvody rozšířené působnosti obcí) in het Tsjechische district Přerov in de regio Olomouc. Het administratief district is in 2003 opgericht en binnen het district vallen 14 gemeenten. De stad Lipník nad Bečvou is de enige gemeente met bevoegd gemeentebestuur (obec s pověřeným obecním úřadem).

## Lijst van gemeenten
De obce (gemeenten) in de SO ORP Lipník nad Bečvou. De vetgedrukte plaatsen hebben stadsrechten. De cursieve plaatsen zijn steden zonder stadsrechten (zie: vlek).
Bohuslávky - Dolní Nětčice - Dolní Újezd - Hlinsko - Horní Nětčice - Jezernice - Kladníky - Lhota - Lipník nad Bečvou - Osek nad Bečvou - Radotín - Soběchleby - Týn nad Bečvou - Veselíčko